# Ronny Ostwald
Ronny Ostwald, född den 27 april 1974, är en tysk friidrottare som tävlar i kortdistanslöpning.
Ostwalds deltog i det tyska stafettlag över 4 x 100 meter som blev bronsmedaljörer vid EM 2002 i München. 
Han var även i final vid EM 2006 i Göteborg på 100 meter. Han slutade då på åttonde plats på tiden 10,38.

## Personliga rekord
- 60 meter - 6,59
- 100 meter - 10,22